# 安娜貝爾·阿里
安娜貝爾·阿里（Annabelle Ali，1985年3月4日—）是一名喀麥隆角力運動員，主攻女子自由式75公斤級項目。她曾獲得非洲運動會女子自由式75公斤級金牌。

## 外部連結
- International Wrestling Database